# Coccidiphaga gibbosa
Coccidiphaga gibbosa là một loài bướm đêm trong họ Noctuidae.